# Igreja Evangélica Reformada da Lituânia
A Igreja Evangélica Reformada da Lituânia (IERL) - em lituano: Lietuvos evangelikų reformatų bažnyčia - é uma denominação reformada continental na Lituânia. Foi formada em 1557, durante a Reforma Protestante.

## História

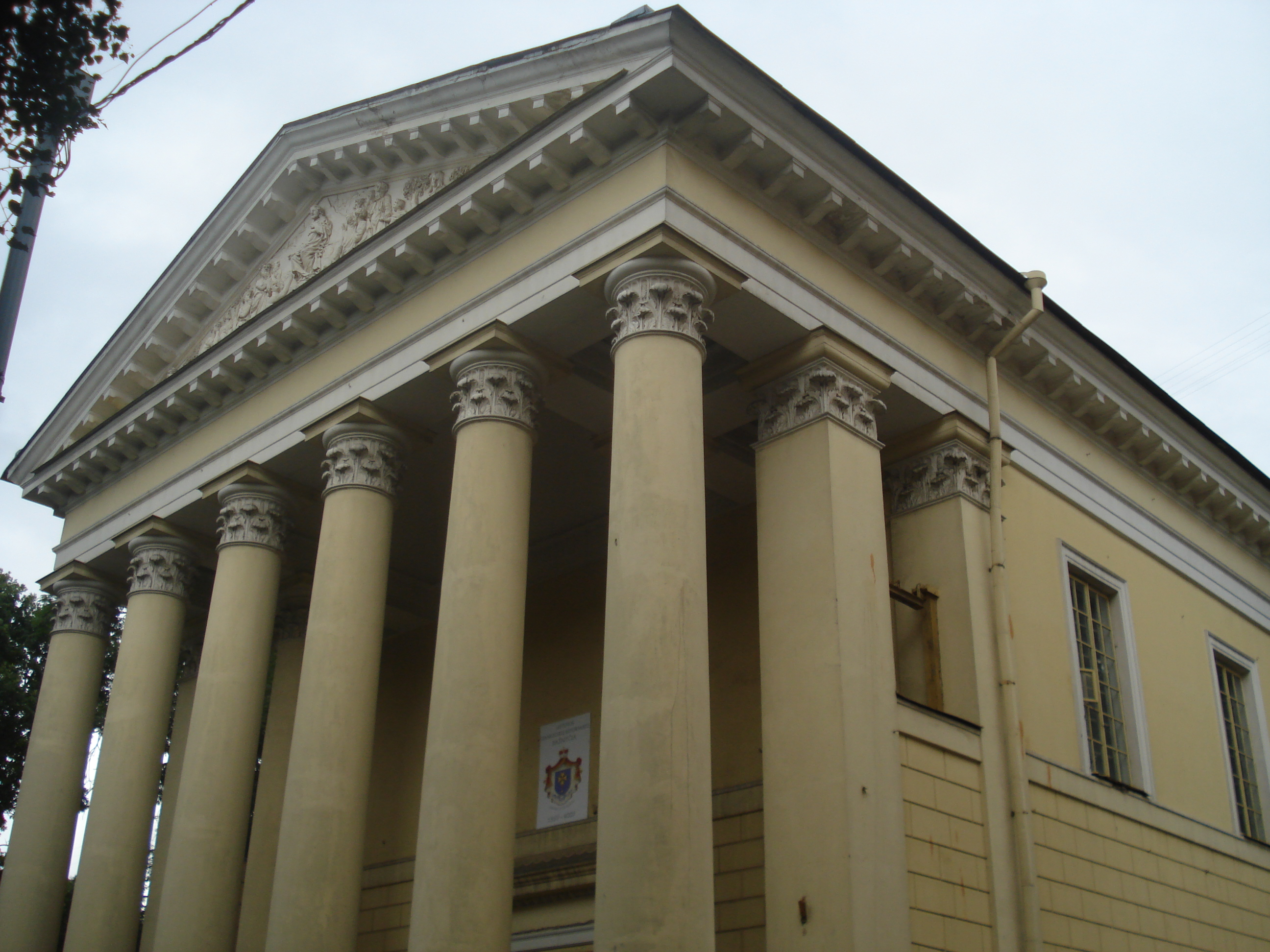
Igreja Evangélica Reformada em Vilnius, capital da Lituânia.

A Igreja Evangélica Reformada da Lituânia (IERL), foi formada em 1557, quando a Reforma Protestante se espalhou pela Lituânia.
Durante a ocupação soviética da Lituânia, a igreja foi severamente perseguida e perdeu a propriedade de seus edifícios, que só foram devolvidos ao final da década de 1980.

## Doutrina
A IERL admite a ordenação de mulheres e subscreve o Credo dos Apóstolos, Credo Niceno-Constantinopolitano, o Catecismo de Heidelberg e a Segunda Confissão Helvética. Além disso, possui uma confissão própria, chamada Confissão de Sandomierz, escrita em 1570, baseada na Segunda Confissão Helvética.

## Relações Intereclesiásticas
A denominação é membro da Comunhão Mundial das Igrejas Reformadas e da Fraternidade Reformada Mundial.